# یوری ولاسوف
یوری ولاسوف (به انگلیسی: Yuriy Vlasov) (زادهٔ ۱۵ مارس ۱۹۷۰) شناگر اهل اوکراین است.